# یرکین تاپالوف
یرکین اولگولی تاپالوف ( قزاقی: Еркін Олегұлы Тапалов Erkın Olegūly Tapalov ; متولد ۳ سپتامبر ۱۹۹۳) یک فوتبالیست قزاقستانی است که در پست هافبک برای توبول بازی می‌کند. وی سابقه بازی برای تیم ملی قزاقستان را نیز در کارنامه خود دارد.

## حرفه
تاپالوف نخستین بازی حرفه‌ای خود را در ۲۰ آوریل ۲۰۱۱ با پیراهن آکژاییک در باخت ۴–۱ برابر طراز در جام حذفی قزاقستان انجام داد. 

### حرفه بین‌المللی
تاپالوف اولین بازی ملی خود را برای تیم ملی قزاقستان در بازی دوستانه ۱–۰ مقابل مولداوی در ۲۱ فوریه ۲۰۱۹ انجام داد.  همچنین وی در بازی مرحله پلی آف مقدماتی یورو ۲۰۲۴ در باخت سنگین ۵-۰ قزاقستان به تیم ملی فوتبال یونان در دقیقه ۸۵ بازی به اشتباه دروازه تیم خودی را باز کرد.